# Tone Damli
Tone Damli Aaberge (Sogndal, 12 de abril de 1988) é uma cantora, compositora e atriz norueguesa. Ela ficou famosa por ser uma participante da versão norueguesa da série Idol .
Damli foi a vice-campeã na versão norueguesa do Idol em 2005, após Jorun Stiansen vencer a final. Apesar de não ter vencido, ela se tornou muito popular em sua língua nativa, lançando quatro álbuns: Bliss, Sweet Fever, I Know e Cocool . Bliss e I Know foram certificados com ouro na Noruega, um álbum de compilação, um álbum de Natal, um EP e 21 singles. Ela participou da final do Grand Prix de Melodi 2009, com a música Butterflies, e acabou na segunda colocação, seguindo do Alexander Rybak . Ela também participou da versão norueguesa do Dancing with the Stars em 2006, terminando em terceiro lugar.  Ela participou junto com Erik Segerstedt na semifinal sueca do Melodifestivalen 2013, com a música Hello Goodbye . Eles se apresentaram na segunda semifinal e se classificaram para o Andra Chansen, no qual não conseguiram avançar para as finais. Ela participou novamente do Melodi Grand Prix 2020 com a música Hurts Às vezes e foi uma das classificadas automaticamente para a final. Ela não conseguiu avançar para a final de ouro.
Em 18 de agosto de 2012, foi anunciado no site oficial do Idol que Damli seria a primeira de um júri de quatro membros de ex - competidores do Idol a comemorar 10 anos desde a estreia oficial do Idol na Noruega, com o primeiro vencedor da série, Kurt Nilsen .

## Vida pessoal
Em 2013, Damli iniciou um relacionamento com Markus Foss e no ano seguinte, em 28 de abril de 2014, deu à luz a uma menina.

## Filmografia
- 2006: Over the Hedge - voz norueguesa de "Heather"